# Nisos (Hyrtakos)

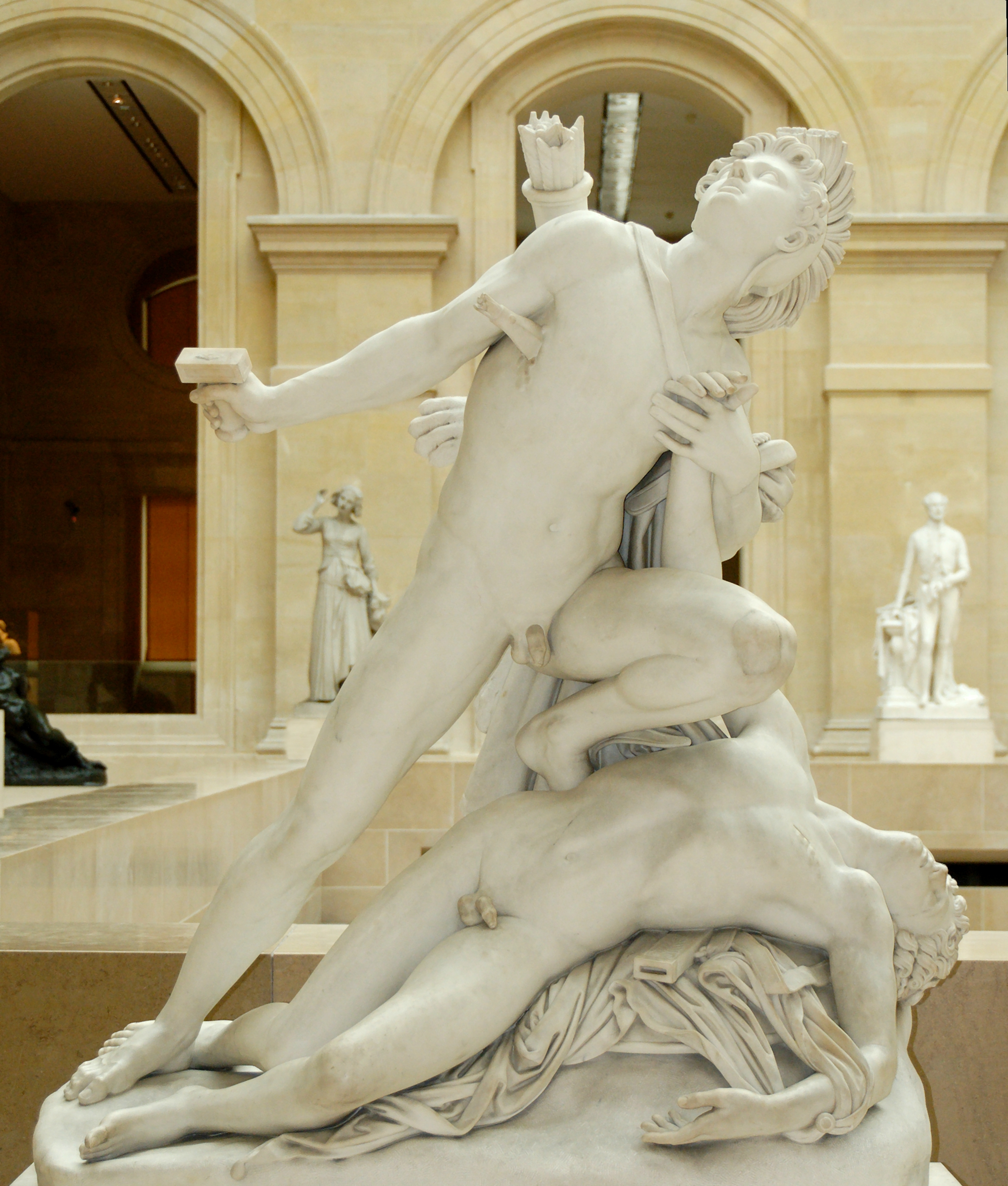
Nisos und Euryalos. Plastik von Jean-Baptiste Roman, 1827

Nisos (altgriechisch Νῖσος Nísos) ist in der griechischen Mythologie ein Sohn des Hyrtakos und Freund von Aeneas und Euryalos. 
Euryalos starb während eines nächtlichen Überfalls auf die Rutuler.